# Ali Al-Hammadi
Ali Al-Hammadi (Arabic:علي الحمادي) (sinh ngày 27 tháng 1 năm 1988) là một cầu thủ bóng đá người Các Tiểu vương quốc Ả Rập Thống nhất. Hiện tại anh thi đấu cho Al Dhafra.